# Sacrow, Potsdam
För andra betydelser, se Sacrow.

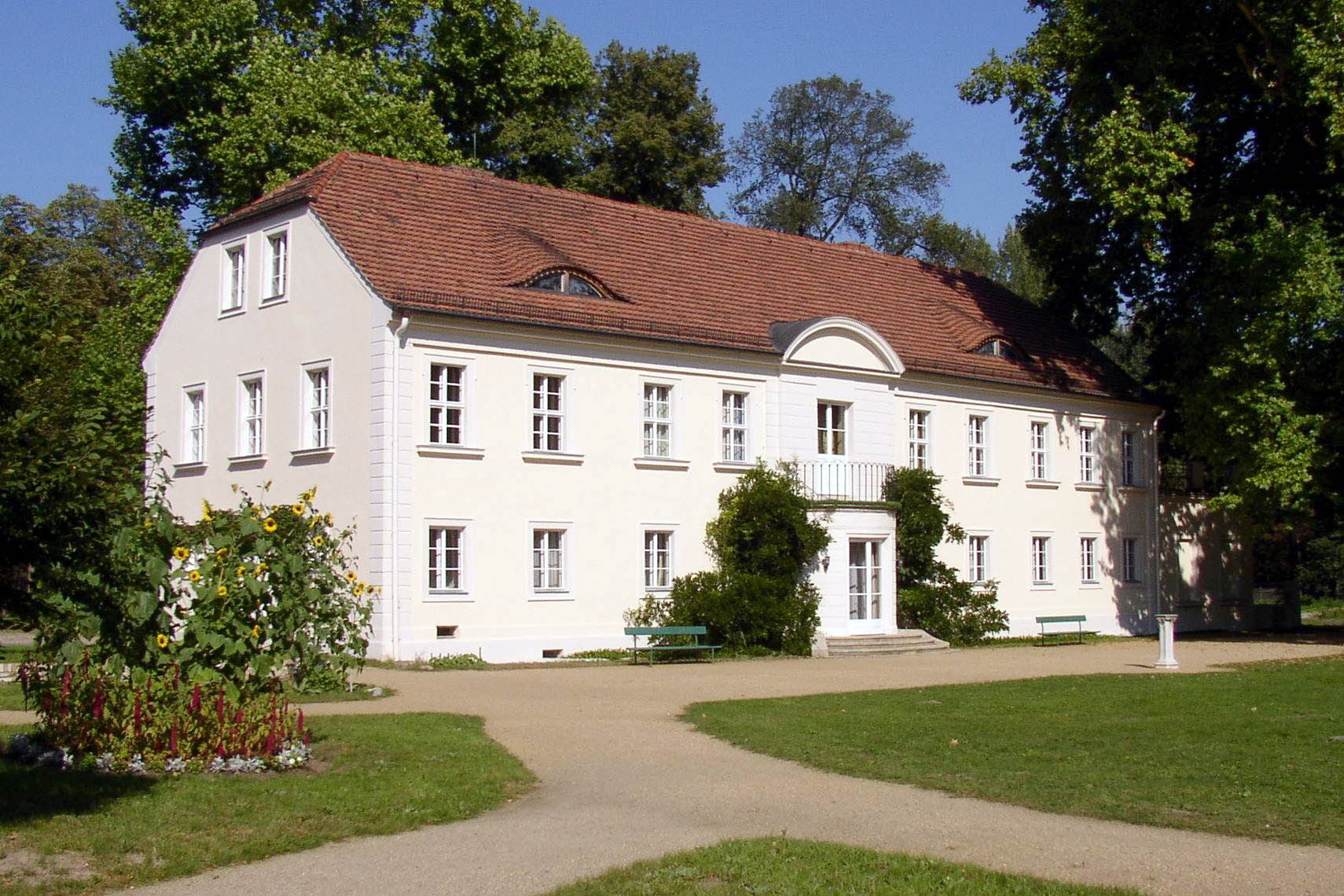
Sacrows slott.

Sacrow är en stadsdel i östra utkanten av den tyska delstaten Brandenburgs huvudstad Potsdam, belägen vid insjön Sacrower See och floden Havel. Sacrow utgjorde tidigare en självständig bykommun men är idag införlivat i Potsdam som en kommundel.
Sacrow är främst känt för Sacrows slott, uppfört för den svenske generalen i preussiska armén Johan Ludvig Hård 1773. Slottet försågs med en omfattande parkanläggning ritad av Peter Joseph Lenné på 1840-talet, efter att slottet köpts av kung Fredrik Vilhelm IV av Preussen och införlivats med det kungliga parklandskapet. Här uppfördes även Heilandskirche vid flodstranden.

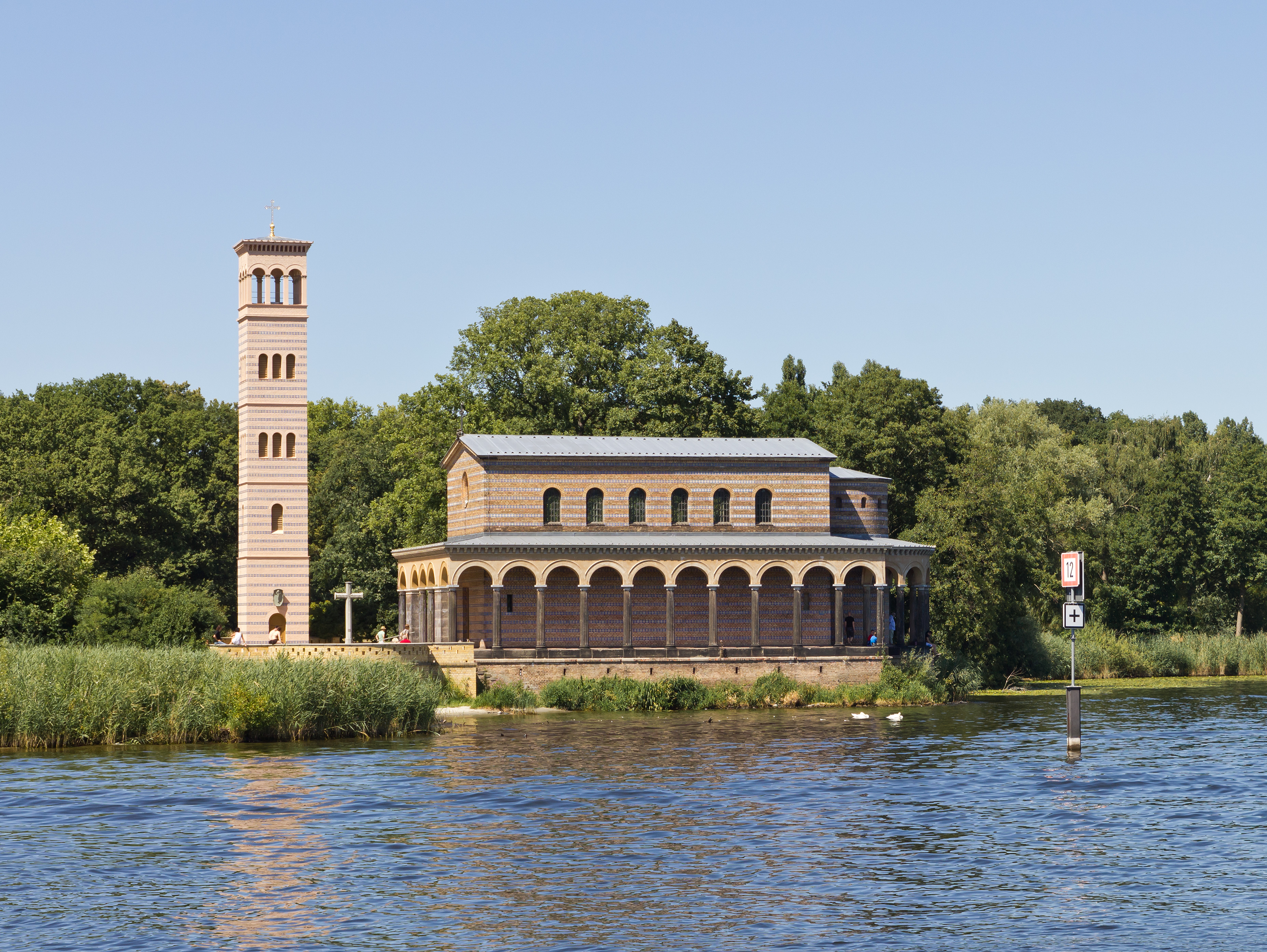
Heilandskirche

Sedan början av 1900-talet har stadsdelens lyxvillor varit hem för flera kända affärs- och kulturpersonligheter, bland andra DKW-grundaren Jørgen Skafte Rasmussen. Under DDR-epoken var området del av gränsavspärrningarna vid Berlinmuren.